# Лінійна вулиця (Київ)
Ліні́йна ву́лиця — вулиця в Солом'янському районі міста Києва, місцевість Протасів яр. Пролягає від вулиці Протасів Яр до Нововокзальної вулиці.

## Історія
Вулиця виникла у 1-й половині XX століття під сучасною назвою. До 1961 року включала до свого складу також частину вулиці Миколи Грінченка (між вулицями Протасів Яр і Байковою).